# David Kindt

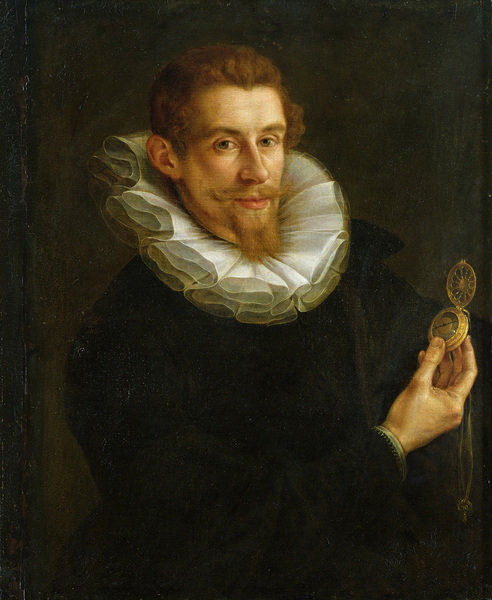
Selbstporträt, ca. 1604, Hamburger Kunsthalle

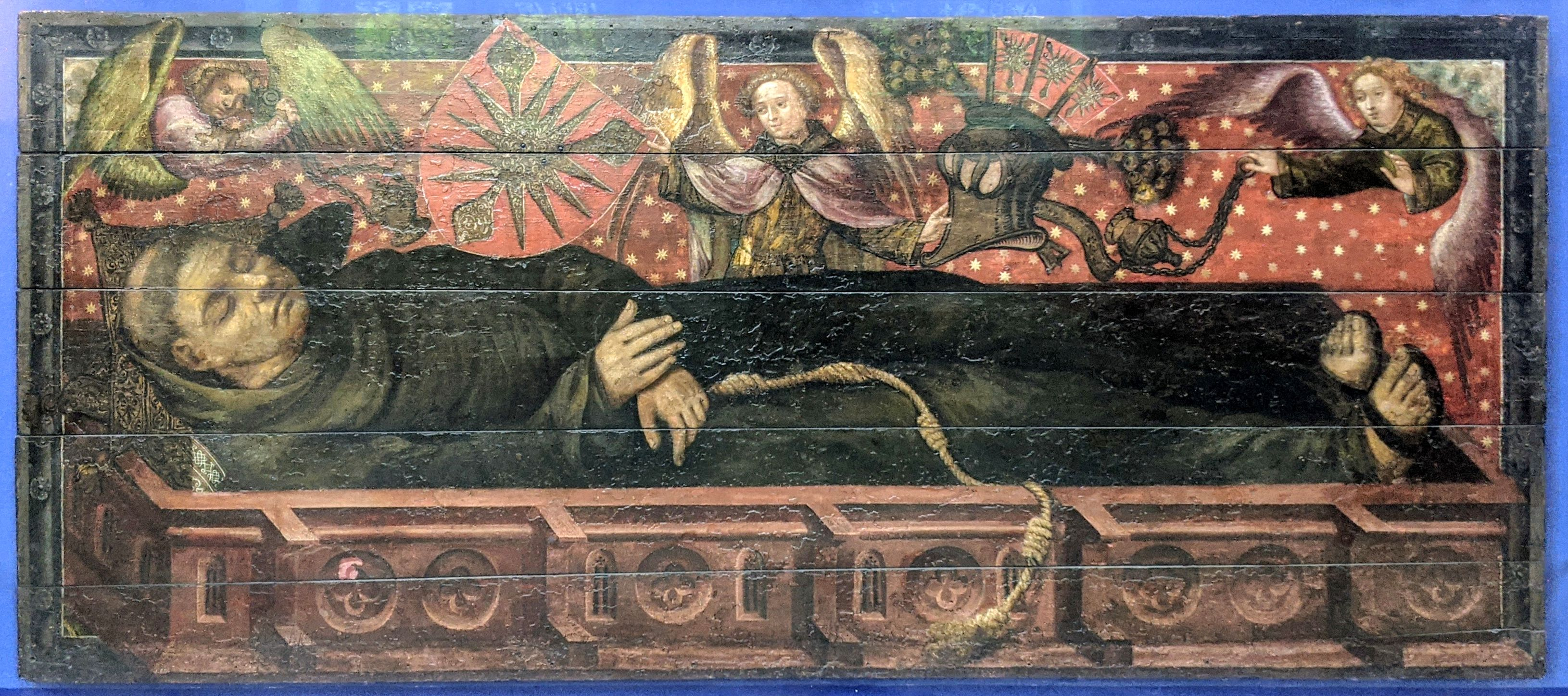
1614 von David Kindt restauriert für das Marien-Magdalenen-Kloster: Adolf IV. im Sarkophag, unbekannter Künstler um 1450, Museum für Hamburgische Geschichte

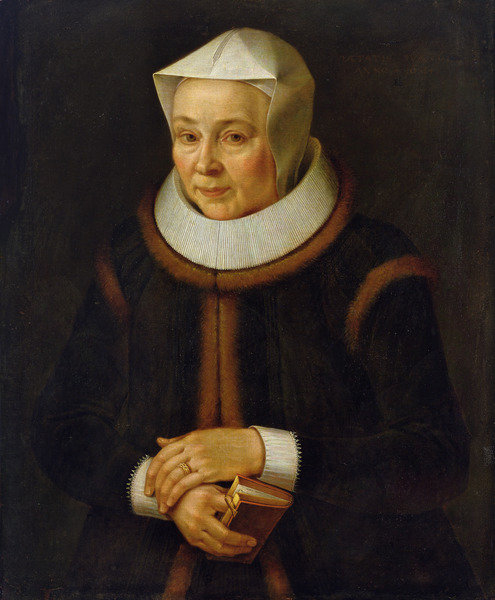
Porträt der Mutter, 1604, Hamburger Kunsthalle

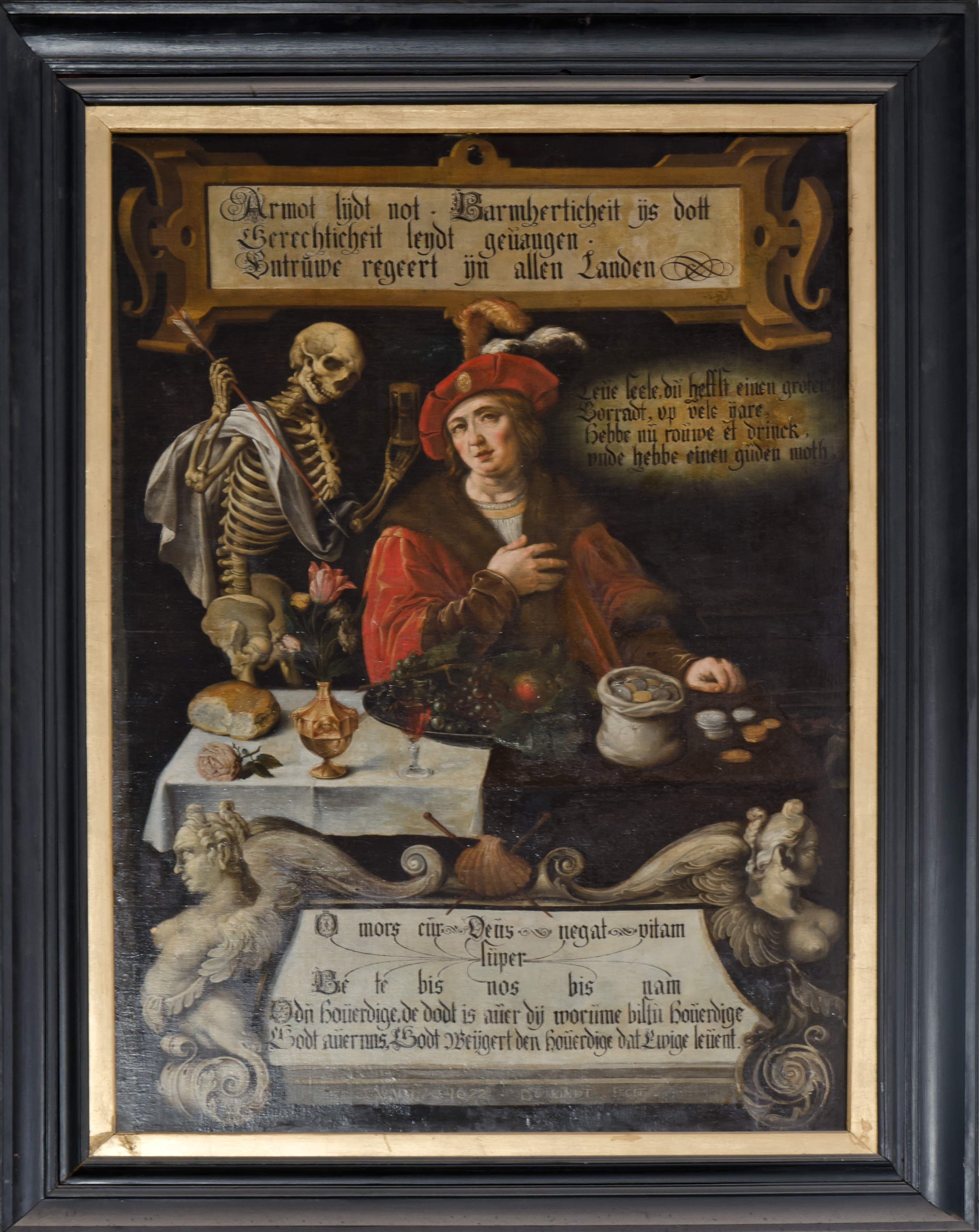
Der reiche Mann und der Tod, 1622, Hauptkirche Sankt Jacobi Hamburg

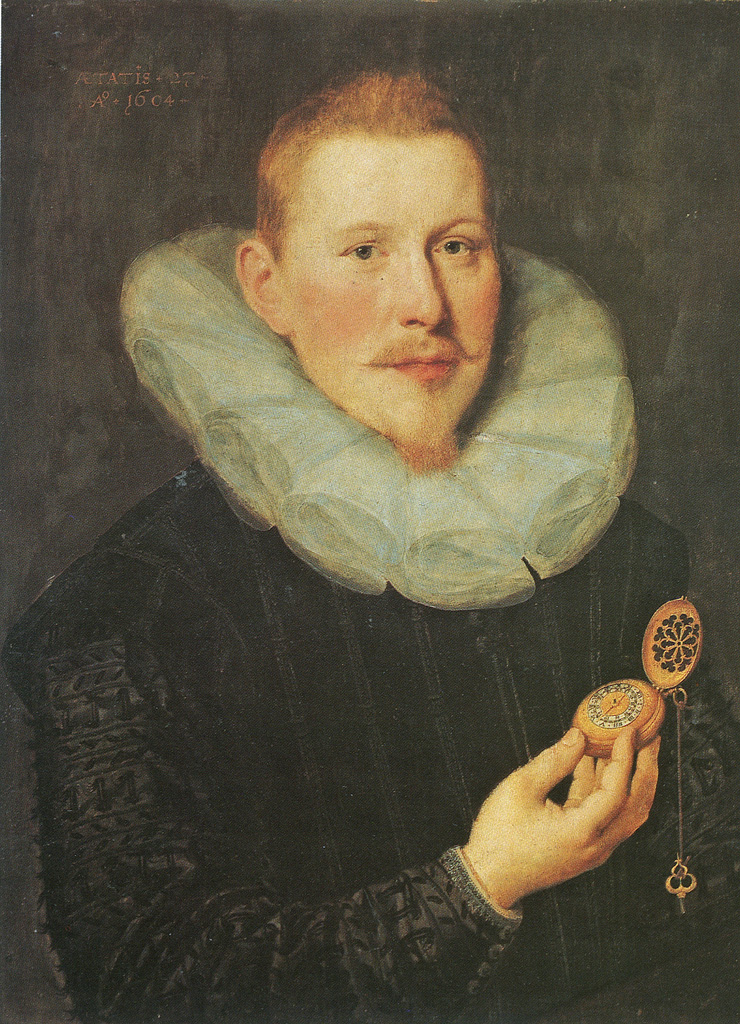
Porträt Rudolf Amsinck, 1604, Museum für Hamburgische Geschichte

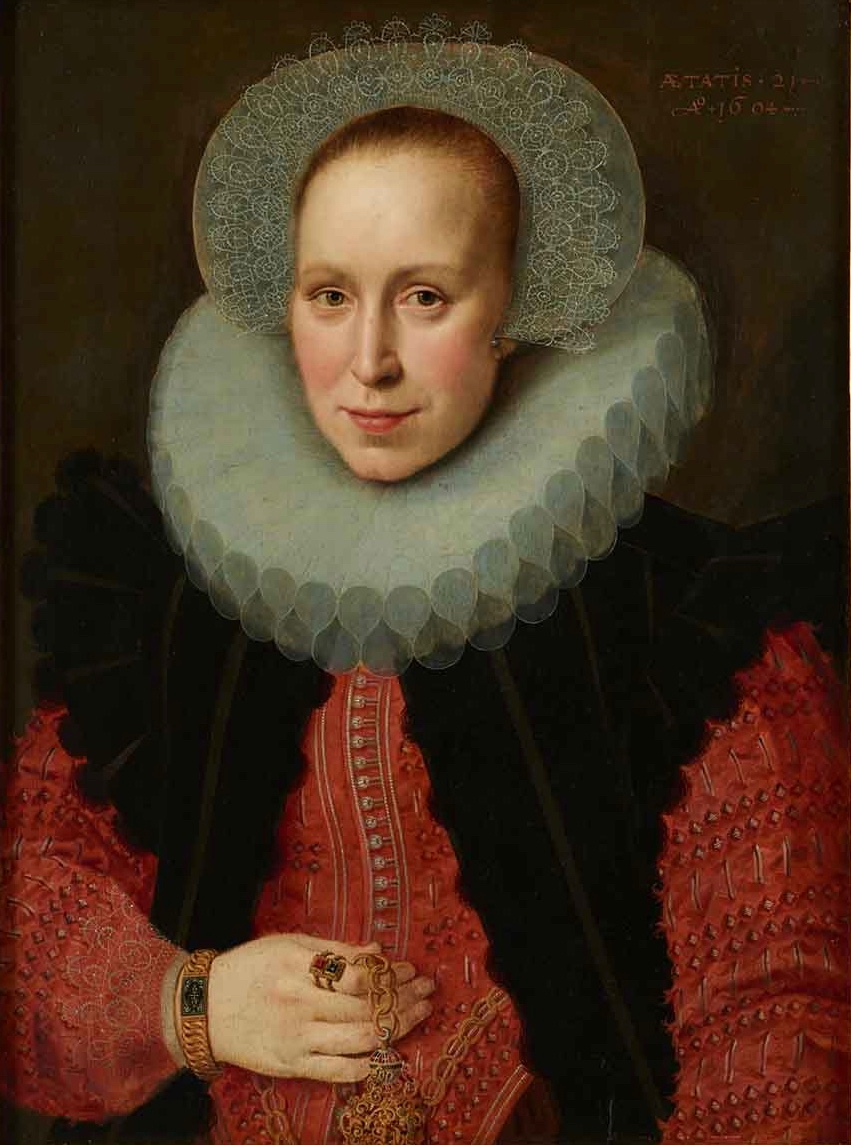
Porträt Isabeau Amsinck, geborene de Hertoghe, Frau von Rudolf Amsinck, 1604, Museum für Hamburgische Geschichte

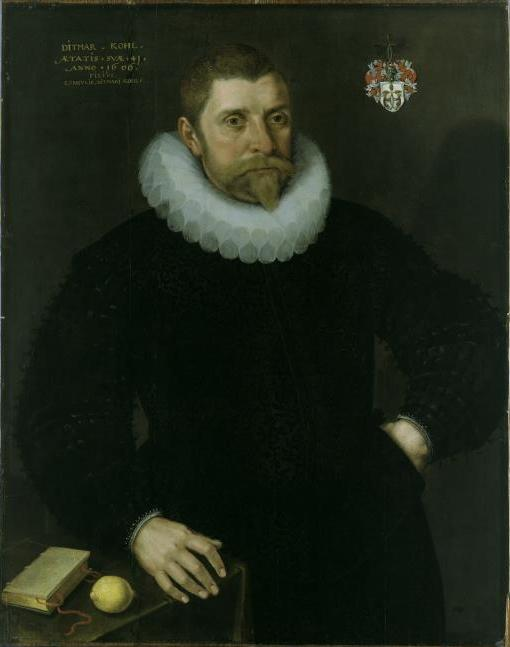
Porträt Ditmar Koel (auch Ditmar Kohl, Enkel von Bürgermeister Ditmar Koel), 1606, Hamburger Kunsthalle

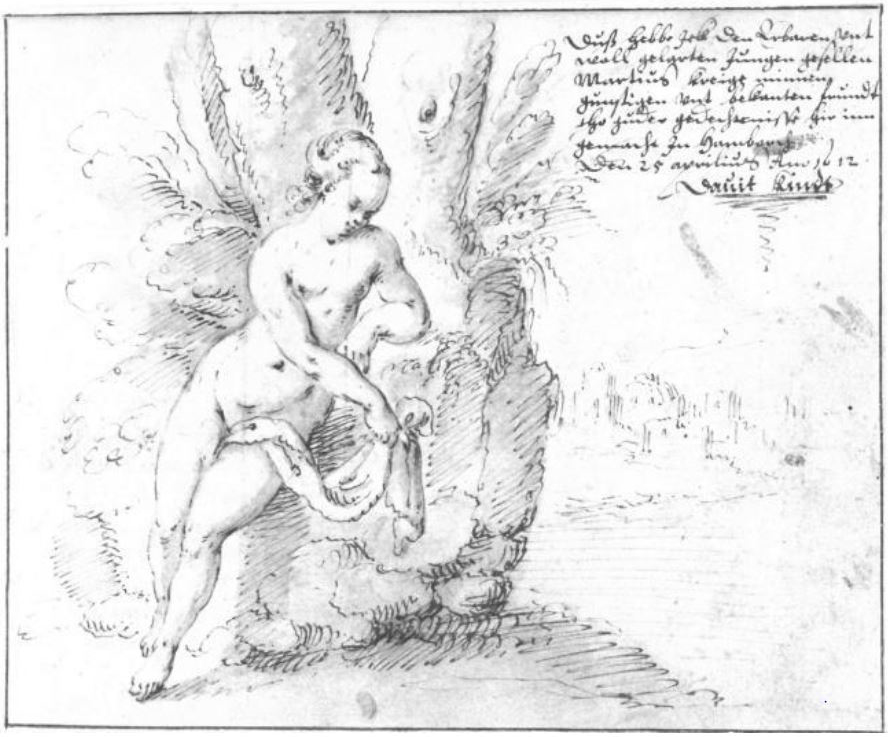
Nackte Frau in Landschaft. Der heutigen Schreibweise angepasste Widmung darauf: „Dies habe ich den ehrbaren und / wohlgelehrten Junggesellen Martinus Kreiges / meinen günstigen und bekannten Freund / als gutes Gedächtnis für ihn / gemacht zu Hamburg / den 25. April im Jahre 1612 / David Kindt“, Statens Museum for Kunst

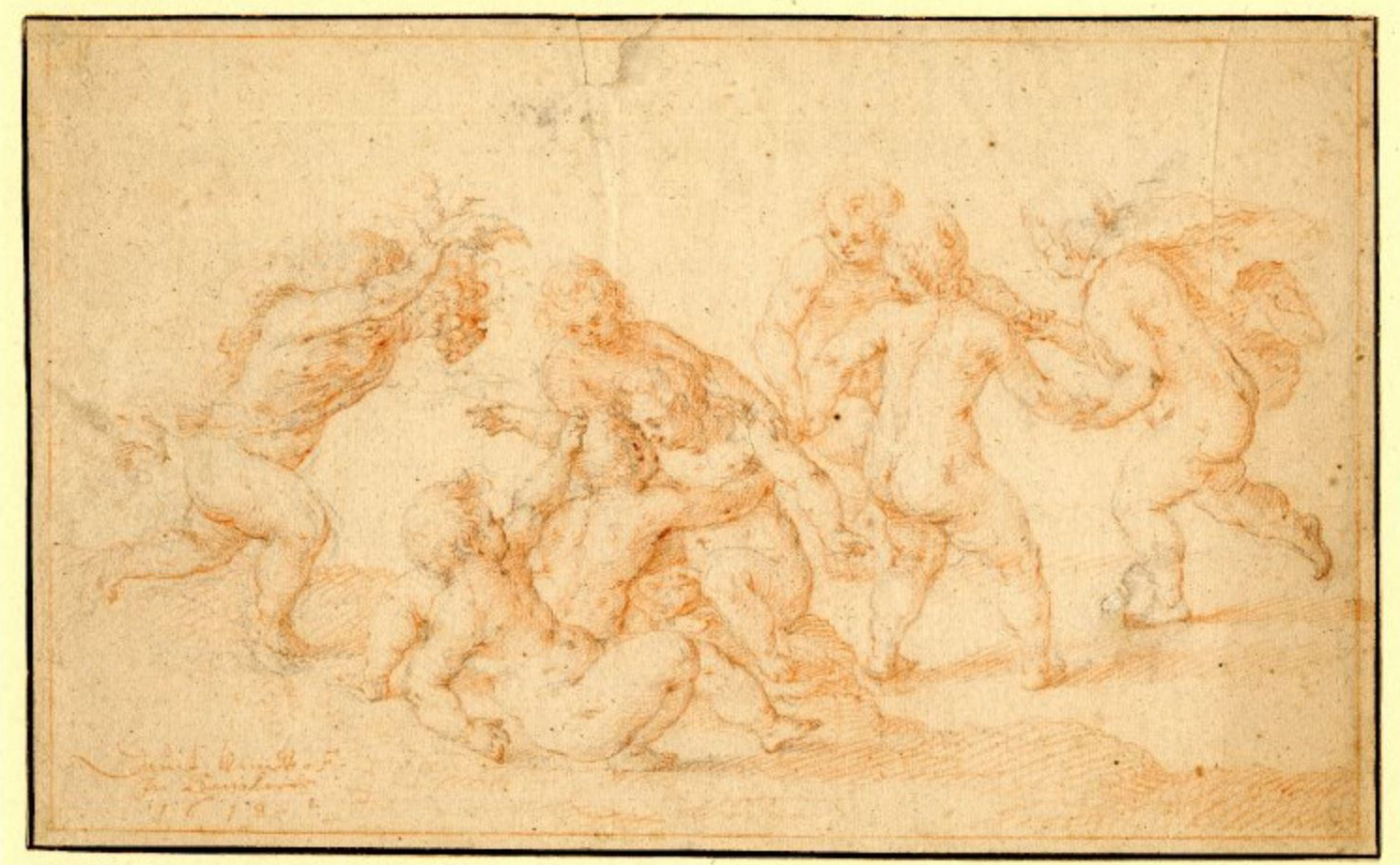
Gruppe von acht nackt spielenden Kindern, 1619, British Museum

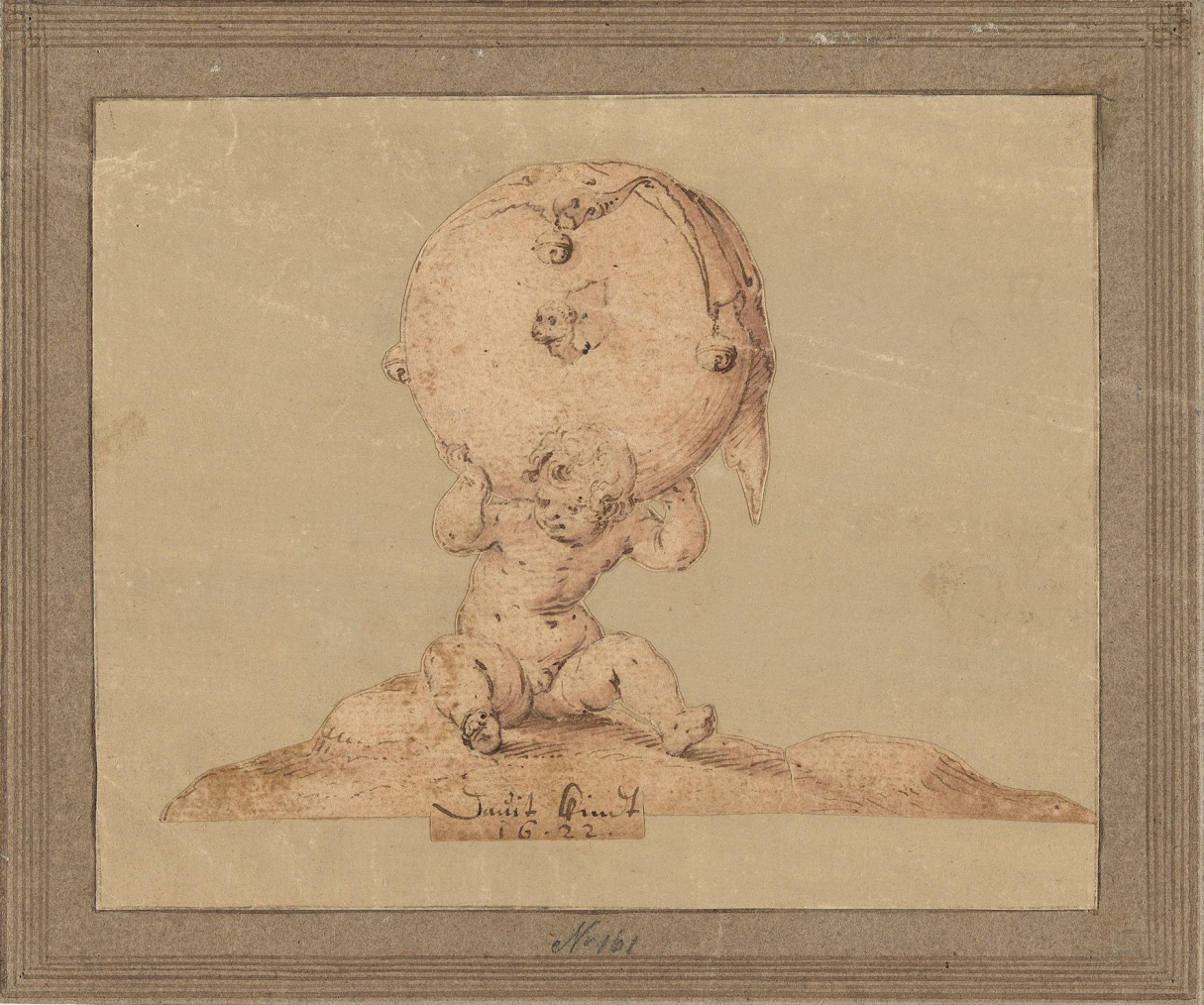
Allegorie auf die Narrheit der Welt, 1622, Hamburger Kunsthalle, Kupferstichkabinett

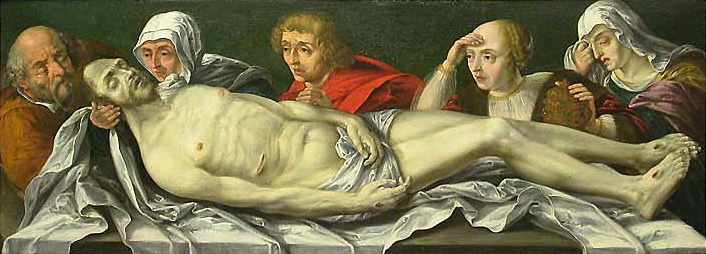
Die Beweinung Christi, 1631, Louvre

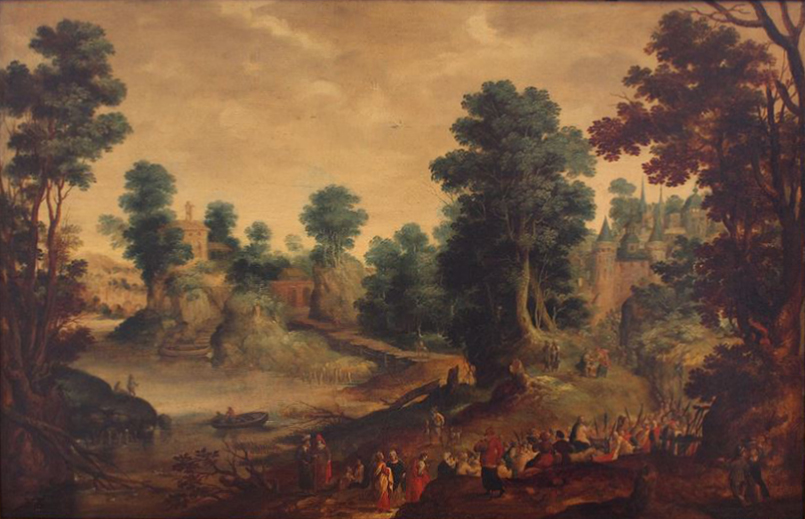
Einzug Christi in Jerusalem, 1643, Nationalgalerie Prag, Galerie der Alten Meister im Palais Sternberg

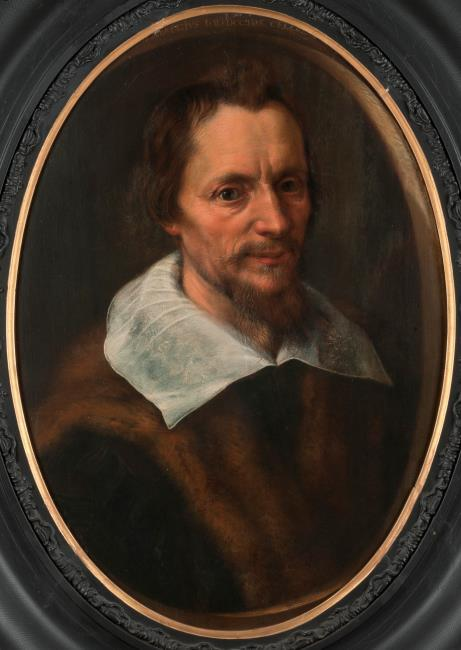
Porträt Friedrich Lindenbrog, vor 1646, Staats- und Universitätsbibliothek Hamburg

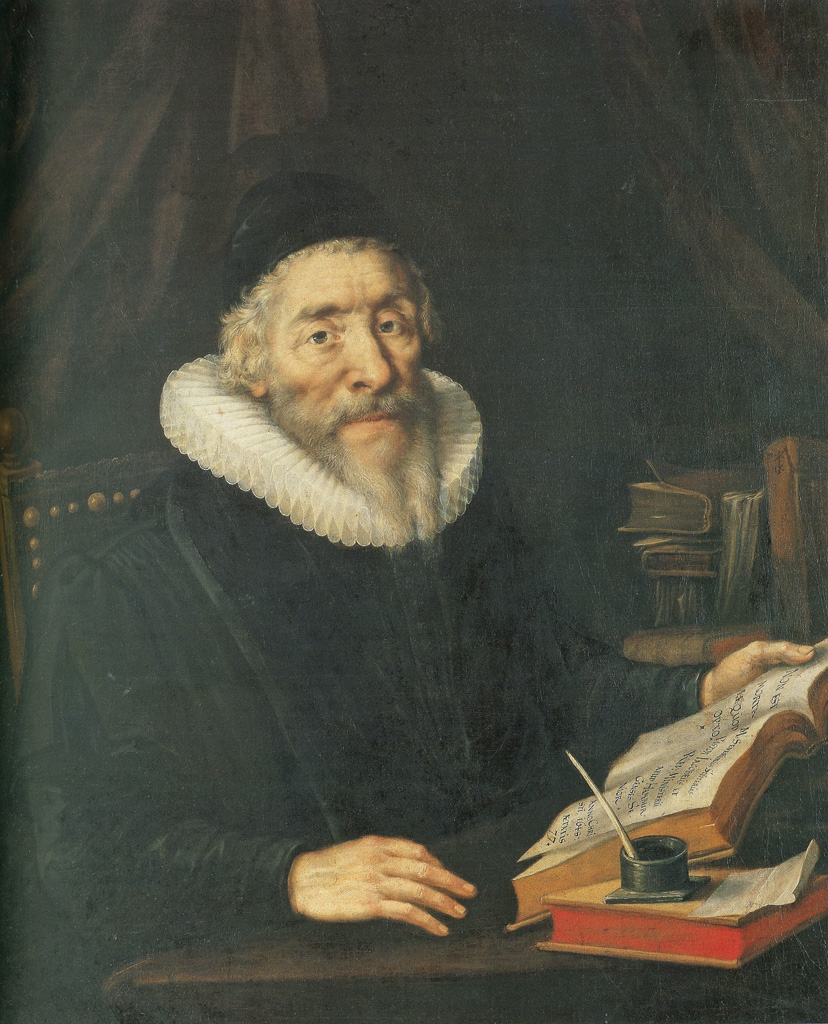
Porträt Severin Schlüter, 1648, Museum für Hamburgische Geschichte

David Kindt (* 1580 in Hamburg; † 26. Februar 1652 ebenda) war ein deutscher Maler des Barock.

## Leben
David Kindt wurde als Sohn des Malers Johan Kindt, auch Johann oder Jan, und dessen Frau 1580 in Hamburg geboren. Über seine Kindheit, Jugend und Ausbildung ist wenig bekannt. Es ist anzunehmen, dass er von seinem Vater ausgebildet wurde. Sein Malstil ist geprägt von der flämischen und niederländischen Malerei. In der Literatur wurde er oft mit Rembrandt van Rijn, Anthonis van Dyck und Peter Paul Rubens verglichen. 1604, im Alter von 24 Jahren, hatte er schon Aufträge von den einflussreichsten Familien in Hamburg. Am 25. Januar 1605 erwarb er die Bürgerrechte, kurz darauf heiratete er. Am 27. Mai 1605 wurde er Meister des Maleramtes. Am 14. Juni hatte er mit Leonhardt Schers seinen ersten Lehrling. Im Jahre 1608 brach Schers den Vertrag und es kam zu Rechtsstreitigkeiten, die sich bis 1621 hinzogen. David Kindt muss viele Aufträge gehabt haben, denn bis Leonhardt Schers wegging, hatte er drei Lehrlinge gleichzeitig. Die Namen der anderen beiden Lehrlinge lauteten Bastian Kerch und Cordt Weyer. Bis 1613 fertigte er zwei Karten der Elbe an. 1614 restaurierte David Kindt für das Marien-Magdalenen-Kloster zwei Gemälde, die Adolf IV. darstellten. Eins zeigte Adolf IV. in voller Rüstung und das andere zeigte ihn als Mönch in einem Sarkophag. 1625 wurde David Kindt Bürgerkapitän der 2. Kompanie des Regiments St. Jacobi der Bürgerwache, das nach der Hauptkirche Sankt Jacobi benannt ist. Am 12. August 1629 wurde David Kindt zudem Ältermann des Maleramtes. 1631 muss er sich für die vier Porträts in Lebensgröße von Friedrich III. von Schleswig-Holstein-Gottorf und dessen Frau Maria Elisabeth mehrere Monate im Schloss Gottorf in Schleswig aufgehalten haben, oder zumindest dort in der Nähe. 1637 legt er das Amt des Bürgerkapitäns wieder ab und am 9. Februar 1638 auch das Amt des Ältermannes. Am 30. August 1638 waren er und vier andere die Schaffer, die das 10. Konvivium (ähnlich wie die Schaffermahlzeit) ausrichteten. David Kindt besaß in Hamburg mehrere Häuser, eines davon war am Pferdemarkt, dem heutigen Gerhart-Hauptmann-Platz. In Hinschenfelde besaß er ebenfalls ein Haus mit Grundstück. David Kindt starb am 26. Februar 1652 und wurde am 4. März in der Hauptkirche Sankt Nikolai beigesetzt.
Im Hamburger Stadtteil Barmbek-Nord wurde 1929 die Straße Kindtsweg nach ihm benannt.

### Familie
Der Vater von David Kindt, Johan Kindt († 20. Juni 1608 in Hamburg), auch Jan Kindt, war ebenfalls Maler. Er flüchtete wegen Religionsverfolgungen von Kortrijk im damaligen Herzogtum Brabant nach Hamburg, wo er am 10. Februar 1587 Amtsmeister wurde. In der Graphischen Sammlung der Staatsgalerie Stuttgart befindet sich eine Zeichnung des Vaters mit dem Titel Minerva als Beschützerin der Malkunst (Inventarnummer: C 63/1201). Der Name der Familie lautete ursprünglich t'Kindt oder t'Kint. Ein Cousin von David Kindt hieß Pieter t'Kindt. Im Frühjahr 1605 heiratete David Kindt Anna Lange, Tochter des Prokurators und Fiskals Johannes Lange und dessen Frau Salome. Mit Anna hatte David Kindt neun Kinder, von denen ihn zwei Söhne überlebten, darunter der Sohn Hieronymus, der auch Maler wurde, jedoch unbekannt blieb.

## Der reiche Mann und der Tod
Das mit Ölfarben auf Holz gemalte Gemälde Der reiche Mann und der Tod, das an der Nordwand im nördlichen Seitenschiff des Langhauses der Hauptkirche Sankt Jacobi in Hamburg hängt, wurde unten im Bild mit folgenden lateinischen Worten in weißer Farbe signiert:

„ANNO 1622 – D. KINDT FECIT.“

Frei übersetzt bedeutet das: Im Jahre 1622 – D. Kindt hat es gemacht. Beim genauen Hinsehen stellt man fest, dass die Holztafel, auf der das Bild gemalt wurde, aus mehreren, aneinandergefügten Holzpaneelen besteht. In dem Rechnungsbuch der Sankt-Jacobi-Kirche kann man mehr erfahren, dort steht unter anderem in mittelniederdeutscher Sprache:

„Davidt Kindt dem Maler, vor dat Gemelte in der Karcken vam ryken Slömer up dat nye mit Oylefarve kunstreich tho malen, ok die Listen mit 3 strecken umbher stark tho vergulden, wortho he ok de Listen, Pannelinge mit dem Arbeitslone dartho verschaffet,...“

Übersetzt bedeutet das: David Kindt, dem Maler, für das Gemälde in der Kirche vom reichen Schlemmer aufs Neue mit Ölfarbe kunstreich zu malen, auch die Leisten mit drei Lagen umher stark zu vergolden, wozu er auch die Leisten, Paneelen mit dem Arbeitslohn dato verschaffte,.... Daraus kann man schließen, dass es schon ein Gemälde mit dem Namen gab, dass er auf einer Tafel aus neuen Paneelen abmalte oder ein neues mit demselben Titel schuf, wobei er sich vielleicht nicht an die vorherige Bildkomposition hielt. Man könnte auch daraus schließen, dass das alte Bild übermalt wurde, wobei dann die erwähnten Paneele für den Bilderrahmen waren, wovon Harry Schmidt in seiner Schrift Der Hamburger Maler David Kindt 1919 ausging. Er ging sogar so weit, dass er behauptete, das alte Gemälde sei von David Kindt nur etwas restauriert worden und der Anteil an dem Bilde nur sehr bescheiden, was aber reine Spekulation ist, denn er kannte den Zustand des alten Gemäldes nicht. Er erwähnte in seiner Schrift, dass Alfred Lichtwark 1898 in dessen Schrift Das Bildnis in Hamburg schrieb, der reiche Mann auf dem Gemälde trüge ein Gewand aus dem 16. Jahrhundert, was aber nicht stimmt. Hier scheint sich auch Alfred Lichtwark zu irren, denn wenn man zum Beispiel das geschlitzte Federbarett betrachtet, findet man ähnliche auf Bildern aus dem 17. Jahrhundert von David Kindts Zeitgenossen Pietro della Vecchia, Anthonis van Dyck, Gerard Dou oder Rembrandt van Rijn, selbst noch Jahrzehnte nach 1622. Bei dem Zeitgenossen Frans Francken dem Jüngern findet man auf dessen Gemälde Lazarus und der reiche Geizhals ein solches Hemd, einen ähnlichen Mantel und ein ähnliches geschlitztes Barett. Die Kleidung scheint 1622 also eher modern, als aus dem vorherigen Jahrhundert gewesen zu sein, oder zumindest nicht ungewöhnlich für diese Zeit. Nach David Kindt haben sich sicherlich mehr oder minder gute Restauratoren an dem Gemälde zu schaffen gemacht, sodass vielleicht viele Teile, die er gemalt hatte, übergemalt wurden. Bei dem unteren rechten Engel scheint ein Teil des Unterkörpers übermalt worden zu sein und die untere Schrifttafel ist auch nicht symmetrisch, wie sonst üblich. Auch da scheint die rechte Seite verändert worden zu sein. Letztendlich kann nur eine neue Untersuchung des Gemäldes durch Fachleute alle falschen Schlüsse aus dem Weg räumen, durch Röntgen oder mit modernen Mitteln wie zum Beispiel vielleicht der Makro-Röntgenfluoreszenzanalyse (wenn sie auch bei Tafelbildern angewendet werden kann), die 2012 erstmals bei einem Blumenstillleben von Vincent van Gogh von Mitarbeitern des Deutschen Elektronen-Synchrotrons angewandt wurde, oder der Radiokarbonmethode, mit der man das Alter der Holztafel bestimmen könnte.

### Inschriften und Symbolik
In vielen Bildern haben Gegenstände oft eine Bedeutung und sollen etwas symbolisieren, deren Inhalt oft nicht gleich ersichtlich ist. Manche Gegenstände haben mehrere Bedeutungen. Die Gegenstände als Symbole sind in diesem Gemälde christlich zu lesen, sodass andere Bedeutungen wegfallen. Der Pfeil ist ein Symbol der Vergänglichkeit, wie auch das Stundenglas, das der als Skelett personifizierte Tod mit dem umgehängten Leichentuch in einer Hand hält, während die andere Hand mit dem Pfeil auf das Leben des Reichen zielt. Schon mit der Farbe seiner Kleidung wurde der Reiche als Sünder gekennzeichnet, denn die Farbe Rot symbolisiert die Sünde. Er sitzt an einem Tisch, der in zwei Hälften unterteilt ist, der linken mit einem Tischtuch und der rechten ohne Tischtuch. Auf der rechten Seite steht ein voller kleiner Geldsack und daneben liegen einzelne Münzen, die auf dem Tisch mehrere Stapel bilden. Auf dem Boden daneben steht noch ein verschnürter Geldsack im Dunkel des Hintergrundes der Szenerie. Eine längliche Obstschale steht in der Mitte auf dem Tisch. In der Schale befindet sich auf der rechten Seite ein Apfel, der sie Sünde und den Tod symbolisiert. Auf der linken Seite der Schale liegen Weintrauben, die vielleicht die Passion Christi symbolisieren könnten. Auf der linken Seite des Tisches befinden sich Brot und ein Glas Wein, welche die Vereinigung mit Christus versinnbildlichen. Das Brot symbolisiert den Leib und der Wein das Blut Christi. Eine Rose ohne Dornen liegt ebenfalls auf der linken Seite und symbolisiert Sündenfreiheit. Gleich daneben steht eine Blumenvase mit verschiedenen Blumen darin. Die beiden Margariten (wenn es welche sind) symbolisieren die Blutstropfen Christi und die Tulpe Vergänglichkeit. Die anderen Blumen darin, die man schlecht einer Art zuordnen kann, werden vermutlich auch Vergänglichkeit symbolisieren. Vor dem Tisch, im Vordergrund des Bildes ist eine Spruchtafel abgebildet, die von zwei Engeln flankiert wird. Der rechte Engel ist dunkler gehalten, als befinde er sich im Schatten und starre ins Dunkel, während der linke Engel hell erleuchtet ist und ins Licht blickt. Auf der Tafel thront eine Jakobsmuschel, hinter der zwei gekreuzte Pilgerstäbe sich befinden.
Auf dem Gemälde befinden sich zwei gemalte Schrifttafeln, eine oben und eine unten im Bild. Unter der oberen Schrifttafel ist zudem noch eine Art Sprechblase auf der rechten Seite neben dem Reichen. Auf der oberen Schrifttafel sind in mittelniederdeutscher Sprache folgende Worte zu lesen:

„Armot lijdt not - Barmherticheit ijs dott - Gerechticheit leijdt gevangen - Untrūwe regeert ijn allen Landen“

Was so viel heißt wie: Armut leidet Not (Arme Leute leiden Not) – Barmherzigkeit ist tot – Gerechtigkeit leidig gefangen – Untreue regiert in allen Landen. Darunter in der Sprechblase ist ein Zitat aus dem Gleichnis vom reichen Kornbauern (Lukas 12:19), in dem der Bauer sich nach reicher Ernte vornimmt, seine Scheune abzureißen, eine größere zu bauen, die Ernte darin zu lagern, um dann zu seiner Seele die zitierten Worte zu sagen:

„Leue Seele, du heffft einen grothen Vorradt, up vele ijare. Hebbe nu rouwe et drinck, unde hebbe einen guden moth“

Aus dem Mittelniederdeutschen übersetzt heißt das: Liebe Seele, du hast einen großen Vorrat auf viele Jahre. Habe nun Ruhe, iss, trink und habe einen guten Mut. In dem Gleichnis sagt darauf Gott zu ihm: „Du Narr! Diese Nacht wird man deine Seele von dir fordern; wem wird dann gehören, was du bereitet hast?“ In dem Gemälde wird das von Gott Gesagte, das bildlich schon angedeutet wird, auf der unteren Tafel ebenfalls angedeutet. Dort stehen oben lateinische Worte, die darunter ins Mittelniederdeutsche übersetzt werden. Die lateinischen Worte, die normal gelesen zusammen keinen richtigen Sinn ergeben, sind in drei Zeilen aufgeteilt und durch Linien verbunden. In der mittleren Zeile steht nur ein Wort. Verbindet man nun das obere erste Wort mit dem mittleren und dem ersten unteren Wort, ergibt es einen Satz oder einen Satzteil, genauso, wenn man das zweite obere Wort mit den mittleren und dem unteren zweiten Wort verbindet. So ist es auch mit dem dritten, vierten, fünften und sechsten Wort. Es werden daraus also sechs Sätze gebildet. In dem folgenden Zitat ist der obere Teil vorne und der untere Teil hinten.

„O mors cūr Deus negat vitam – Super – Be te bis nos bis nam“

Daraus ergibt sich:

„O Superbe – Mors super te – Cūr superbis? – Deus super nos – Negat superbis – Vitam supernam.“

Übersetzt bedeuten die Worte: Oh, Hochmütiger, Tod über dir. Warum hochmütig? Gott über uns will keine hochmütigen Lebenden im Himmel. Ins Mittelniederdeutsche wurde es auf der Tafel so übersetzt:

„O du Houerdige, de doth is auer dij worume bistu Houerdige, Godt auer uns, Godt weijgert den Houerdige dat ewige Leuent.“

Die Übersetzung davon lautet wiederum: Oh, du Hochmütiger, der Tod ist über dir. Warum bist du hochmütig? Gott ist über uns, Gott weigert den Hochmütigen das ewige Leben.

## Hamburg und derEinzug Christi in Jerusalem
Um 1920 gelangte das Gemälde Einzug Christi in Jerusalem aus russischem Besitz in den Besitz von Herrn Schall. Dessen Sohn Erich Schall in Berlin-Wilmersdorf bot es 1925 der Hamburger Kunsthalle unter dem Direktor Gustav Pauli zum Verkauf an, die es jedoch wegen Mangel an Mitteln nicht ankaufen konnte. 1928 befand es sich wieder im Kunsthandel und bald darauf vor 1943 in der privaten Kunstsammlung von V. Burda in Prag. 1943 gelangte es in den Besitz der Böhmisch-Märischen Landesgalerie in Prag (heute Nationalgalerie Prag). Im April 1943 bot der Leiter der Landesgalerie Josef Cibulka der Hamburger Kunsthalle das Gemälde zum Verkauf an. Der kommissarische Leiter der Kunsthalle Carl Schellenberg war stark interessiert, doch war das Gemälde auf Verfügung des Reichsprotektors nur im Tauschverfahren zu übernehmen. Nach längerem Hin und Her konnte Schellenberg bei Hugo Oelze (1892–1967) in Amsterdam eine gotische Madonna böhmischer Abstammung ermitteln, die er gegen das Gemälde tauschen wollte. Zum Leidwesen der Hamburger konnten sie auch diesmal das Gemälde nicht heim nach Hamburg holen, da das Rudolfinum in Parg schneller war und das Gemälde den Hamburgern „vor der Nase wegschnappte“. Die Madonna gelangte erst Anfang 1946 in den Besitz der Hamburger Kunsthalle, da der Transport wegen des Krieges vorher nicht möglich war. Das Gemälde befindet sich inzwischen in der Galerie der Alten Meister im Palais Sternberg der Nationalgalerie Prag.

## Werke (Auswahl)
Maße: Breite × Höhe
- 1604: Porträt Rudolf Amsinck, Öl auf Holz, 52 × 70 cm – Museum für Hamburgische Geschichte
- 1604: Porträt Isabeau Amsinck, geborene de Hertoghe (Frau von Rudolf Amsinck und Mitglied der Sieben Adelshäuser von Brüssel), Öl auf Holz, 52 × 70 cm – Museum für Hamburgische Geschichte
- 1604: Porträt der Mutter von David Kindt, Öl auf Leinwand, 61,5 × 74 cm (bis 1899 in Sammlung Lichtmann, Wien[24]) – Hamburger Kunsthalle
- 1604 (ca.): Selbstporträt, Öl auf Leinwand, 61,5 × 74,7 cm (bis 1899 in Sammlung Lichtmann, Wien) – Hamburger Kunsthalle
- 1606: Porträt Ditmar Koel (auch Kohl) (1565 – 21. Juni 1628), Hamburger Ratsherr und 1619 Oberalter[25][26] (Enkel von Bürgermeister Ditmar Koel), Öl auf Holz, 79 × 100 cm – Hamburger Kunsthalle
- 1612, 25. April: Nackte Frau in Landschaft, Tinte und Kreide auf Papier, 18,2 × 14,4 cm – Statens Museum for Kunst, Kopenhagen
- 1619: Gruppe von acht nackt spielenden Kindern, Graphit und Kreide auf Papier, 27,5 × 17 cm – British Museum, London[27]
- 1622: Der reiche Mann und der Tod, Öl auf Holz, 92 × 136 cm[28] – Hauptkirche Sankt Jacobi, Hamburg
- 1622: Allegorie auf die Narrheit der Welt (Kopie nach einem Gemälde von Cornelis Ketel), aquarellierte Federzeichnung, 10,5 × 14,5 cm (1937 von dem Künstler, Sammler und Kunsthändler Arnold Blome erworben) – Hamburger Kunsthalle, Kupferstichkabinett
- 1631: Die Beweinung Christi, Öl auf Leinwand, 155 × 57,5 cm[29] – Louvre[30]
- 1631: Vier Porträts in Lebensgröße von Friedrich III. von Schleswig-Holstein-Gottorf und dessen Frau Maria Elisabeth
- 1639: Porträt eines unbekannten Herren, Öl auf Leinwand, 77 × 100 cm – Martin von Wagner Museum, Würzburg[31]
- 1643: Einzug Christi in Jerusalem, Öl auf Holz, 85 × 55 cm – Nationalgalerie Prag, Galerie der Alten Meister im Palais Sternberg
- Vor 1646: Porträt Friedrich Lindenbrog, Öl auf Holz, oval, 45 × 64 cm – Staats- und Universitätsbibliothek Hamburg
- 1648: Die Anbetung der Hirten – Nikolaikirche Rostock[32]
- 1648: Porträt Severin Schlüter, Öl – Museum für Hamburgische Geschichte

Signatur von David Kindt auf dem Gemälde Einzug Christi in Jerusalem

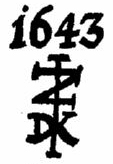
Aus Noch einmal David Kindt von Harry Schmidt, 1928